# 人方
人方，亦被释为尸方、夷方，是中国商朝晚期东夷部落的方国，在今山东省中东部和江苏安徽的淮河流域地区。商末帝乙、帝辛时期，它经常侵入商朝的属国掠夺人口和财物，与商交战。
人方在商朝东南部，部落众多，发展较快。武丁征调了大批步兵，亲自率領进攻人方，此外，武丁之妻妇好及一些贵族也都曾受令带兵出征。武乙时，为了征服人方，征调大批步兵，命其徒步前往人方地区，攻打人方各部族。帝乙十年，商王征调大量步兵亲自率领，并命东部属国攸国国君攸侯喜，率本国军队协同进攻人方。商军从大邑商东进，到达攸国东部边境城邑永，以此为前进基地，与人方军队交战。帝乙率领商军列阵缓慢向前推进，进攻人方军队。同时，令两翼实施夹击，一举打败人方。两次攻人方都擒获敌酋，取得胜利。
殷末甲骨文和金文中涉及“人方”的内容很多，例如小臣犀尊铭文中有“隹王来征人方，隹王十祀又五日”，小子蒚卣铭文中有“令望人方尊”；黄组卜辞中亦有“十祀伐人方”的记载，提及商王征调大量步兵亲身带领，并命东部属国攸国国君攸侯喜率本国军队协同进攻人方，始于十祀九月甲午，终于十一祀五月癸卯，历时250天，最终擒获敌人首领而取得胜利；但几次伐人方分别所属时代君主究竟是帝乙还是帝辛，尚无定论。《左传·昭公十一年》载“纣克东夷，而陨其身”，商王朝的灭亡，也与其过于集中精力与人方激战而忽视了西线的防御有很大关系。

## 現代考證
生活在胶东半岛的土著先民，在历史上被称为“东夷”人，他们是中国东部最古老的民族，是与中原华夏民族、南方苗蛮民族鼎足而立的。史载东夷人身材高大、民风淳厚、喜骑射、善征战。东夷人在漫长的年代里逐渐演化为许多原始部落，这些部落统称“九夷”。

## 延伸閱讀
- 李学勤：〈商代夷方的名号和地望 （页面存档备份，存于）〉。
- 饒宗頤：〈殷周金文卜辭所見夷方西北地理考 （页面存档备份，存于）〉。